# Alfriston (manzana)
Alfriston es el nombre de una variedad cultivar de manzano (Malus domestica).
Variedad de manzana con origen de parentales desconocido. Criado a fines del siglo XVIII por el Sr. Shepherd en Uckfield, Sussex,  Inglaterra y llamado 'Shepherd's Pippin'. Renombrado 'Alfriston' en 1819. Recibió el Premio al Mérito de la Royal Horticultural Society en 1920. Las frutas son suaves, de textura gruesa, no muy jugosas y ácidas. Cocina bien.

## Sinónimos
- "Alfreston",
- "Alfristan",
- "Freen Grove",
- "Green Goose",
- "Lord Gweyder's Newton Pippin",
- "Lord Gwydir's Newton Pippin",
- "Lord Gwydr's Newton Pippin",
- "Lord Gwydr's Newtown Pippin",
- "Lord Gwydyr's Newton Pippin",
- "Lord Gwydyr's Newtown Pippin",
- "Shepherd's Pippin",
- "Shepherd's Seedling",
- "Shepherd's Seedling Pippin",
- "Shepperd's Seedling".[4]

## Historia
'Alfriston' es una variedad de manzana con origen de parentales desconocido. Criado a fines del siglo XVIII por el Sr. Shepherd  terrateniente que había encontrado y propagado el cultivar y por el que obtuvo su primer nombre 'Shepperd's Seedling'. En algún momento de principios del siglo XIX, el vivero "Cameron Nurseries" en el condado de Sussex adquirió esquejes del árbol y comenzó a incluirlo en su catálogo. En 1819, Charles Brooker de Alfriston envió algunas de las manzanas a la "Horticultural Society of London" para su evaluación. La sociedad decidió que era una variedad sin nombre y la renombró por la ciudad de donde provenía la manzana de muestra.
'Alfriston' se cultiva en la National Fruit Collection con el número de accesión: 1957-178 y Accession name: Alfriston.

## Características
'Alfriston' tiene un tiempo de floración que comienza a partir del 5 de mayo con el 10% de floración, para el 10 de mayo tiene una floración completa (80%), y para el 17 de mayo tiene un 90% de caída de pétalos.
'Alfriston' tiene una talla de fruto grande; forma redondos que tienden a ser cónicos redondos, a menudo ladeados y con lados en ángulo irregular, altura 68.00mm y anchura 80.00mm; con nervaduras medias; epidermis con color de fondo amarillo verdoso, importancia del sobre color muy débil, con color del sobre color naranja, con sobre color patrón rayas / granulado presentando un rubor con un tenue naranja en la cara expuesta al sol, conectado con rayas rojizas y una gran cantidad de puntos rojizos grandes, "russeting" (pardeamiento áspero superficial que presentan algunas variedades) muy bajo; cáliz pequeño y cerrado, asentado en una cuenca moderadamente profunda y algo estrecha que es nervada; pedúnculo es de longitud corto, robusto y se encuentra en un recipiente profundo en forma de embudo; carne de color blanco amarillento, pulpa blanda, de textura gruesa. Sabor ligeramente seco y dulce.
Su tiempo de recogida de cosecha se inicia a principios de octubre. Se conserva hasta seis meses y se vuelve más dulce después de tres o cuatro semanas. Cultivado comercialmente en Gran Bretaña hasta la década de 1930. Principalmente una variedad de jardín en estos días.

## Progenie
'Alfriston' es el Parental-Madre de la variedades cultivares de manzana:
- Morley's Seedling[4]

## Usos
No es muy apreciada como una manzana para comer porque no es demasiado dulce, pero es una excelente gelatina de manzana y una maravillosa salsa con sabor a pera. Hace una muy buena manzana de cocina.

## Ploidismo
Diploide, auto estéril. Grupo de polinización: D, Día 13.